# Julia Mächtigová
Julia Mächtigová (* 1. ledna 1986 Rostock) je německá atletka, jejíž specializací je víceboj.
Je juniorskou vicemistryní Evropy z roku 2005. Bronzové medaile vybojovala v roce 2004 v italském Grossetu na juniorském mistrovství světa a na mistrovství Evropy do 23 let v roce 2007.
V roce 2010 prodělala operaci Achillovy šlachy na levé noze a přišla o celou letní sezónu, včetně evropského šampionátu v Barceloně. Ve dnech 15. a 16. června 2013 si na vícebojařském mítinku v německém Ratingenu vylepšila hodnotu osobního rekordu v sedmiboji na 6 430 bodů.

## Úspěchy
| Rok  | Závod                             | Místo              | Umístění | Výkon |
| ---- | --------------------------------- | ------------------ | -------- | ----- |
| 2003 | Mistrovství světa do 17 let       | Sherbrooke, Kanada | 8.       | 4 947 |
| 2004 | Mistrovství světa juniorů         | Grosseto, Itálie   | 3.       | 5 679 |
| 2005 | Mistrovství Evropy juniorů        | Kaunas, Litva      | 2.       | 5 830 |
| 2007 | Halové ME v atletice 2007         | Birmingham, Anglie | 9.       | 4 414 |
| 2007 | Mistrovství Evropy do 23 let      | Debrecín, Maďarsko | 3.       | 6 151 |
| 2009 | Mistrovství světa v atletice 2009 | Berlín, Německo    | 9.       | 6 265 |
| 2011 | Mistrovství světa v atletice 2011 | Tegu, Jižní Korea  | 17.      | 6 095 |

## Osobní rekordy
- pětiboj (hala) – 4 556 bodů – 28. ledna 2007, Frankfurt nad Mohanem
- sedmiboj – 6 430 bodů – 16. června 2013, Ratingen